# Голландский червонец русской чеканки
Голландский червонец (нидерландский дукат) русской чеканки — золотая монета, которую с перерывами чеканили в Российской империи с 1735/1768 по 1867 год. В народе её чаще всего именовали «лобанчиком», «пучковым» или «арапчиком». В официальных документах она называлась «известной монетой», а её штемпеля — «секретными штемпелями».
Монеты повторяли изображение утрехтского дуката, а их выпуск носил полулегальный характер. Необходимость в столь специфических деньгах была обусловлена развитием международных торговых связей России, а также нуждами армии в заграничных военных экспедициях. Страна нуждалась в наличии узнаваемой монеты. За всё время выпуска на Санкт-Петербургском монетном дворе отчеканили более 25 млн экземпляров дукатов. Столь значительные тиражи привели к тому, что они стали играть заметную роль в денежном обращении государства. В 1869 году центральное правительство удовлетворило официальную ноту протеста Нидерландов и отменило статью монетного устава, регулировавшую их выпуск.

## Происхождение термина
Присутствующие в официальных документах термины «голландский червонец» или «известная монета» в обиходе не использовались. В народе голландские червонцы и их подражания называли «пучковым», «арапчиком» или «лобанчиком». Первое название произошло от пучка стрел в руках воина. Второе, «арапчик», оттого, что изображение воина в латах казалось странным, отчего к нему и прикрепилось прозвище «арапа». Третье, и наиболее распространённое, обозначение «лобанчик», возможно, связано с тем, что изображенный на аверсе воин напоминал «залобаненного» (с «забритым» лбом) рекрута.
В то же время в Толковом словаре живого великорусского языка В. И. Даля лобанчиком называют французские золотые монеты. Также заслуживает внимания примечание, сделанное писателем и государственным деятелем М. Е. Салтыковым-Щедриным в произведении «Дневник провинциала в Петербурге» 1872 года: «„Лобанчиком“ в сороковых годах называлась в русской торговле французская монета с изображением одного из Бурбонов, как известно, обладавших большими открытыми лбами. Монета эта была почти всегда стёртая и ходила несколько ниже, нежели двадцатифранковики позднейших чеканов.» Наконец, лобанчики упоминаются в поэме Некрасова «Кому на Руси жить хорошо» (1866—1876). В её академическом издании в примечании к фразе «И барину „лобанчиков“ полшапки поднесли» уточняется, что это название полуимпериалов.
Специалист Отдела нумизматики Государственного Эрмитажа С. А. Розанов указывает на то, что уже в конце XIX столетия термины «лобанчик» и «арапчик» единогласно применяли лишь к голландским червонцам русской чеканки. Основываясь на архивных материалах Особой канцелярии по секретной части министерства финансов Российской империи за 1838 год, он подчёркивает, что первоначально лобанчиками именовали французские луидоры, а затем любые золотые монеты иностранной чеканки.

## История создания, выпуска и распространения
В XVI — начале XVII столетия дукаты Нидерландов получили широкое распространение в городах Балтийского моря и даже средиземноморских странах. Здесь они составили конкуренцию венецианским цехинам. Спрос на них был весьма большим, так как в XVIII столетии они заняли роль международной торговой монеты. Их подражания чеканили даже в итальянских государствах. После того, как в Российской империи стали активно развиваться международные торговые связи, возникла необходимость наличия торговой монеты. Имевшаяся в обращении русская монета была мало знакома европейцам. Её обмен на местные деньги сопровождался значительными потерями. Попадавшие в Россию голландские дукаты были хорошо известны в государствах Европы и выполняли функцию международной торговой монеты.
Существует две версии относительно начала выпуска голландских червонцев русской чеканки. В 1898 году К. Флуг на основании «Исторического описания» И. А. Шлаттера 1832 года называет 1735 год началом чеканки монет данного типа. Он также приводит их тиражи по царствованиям (таблица 1). Использованный им источник информации не известен. Впоследствии эту информацию повторил И. М. Холодковский (1911) и С. А. Розанов (1945). Специалист Отдела нумизматики государственного Эрмитажа С. А. Розанов указывал на соответствие приведенных данных тем, которые обнаружены им в архивных материалах, подчёркивая заниженное число голландских дукатов русской чеканки, появившихся во время правления Екатерины II.
В 1978 году была опубликована статья заведующего Отделом нумизматики Эрмитажа И. Г. Спасского «Когда и для чего впервые чеканились в Петербурге голландские дукаты?». Согласно его исследованиям начало производства голландских червонцев приходится на 1768 год. Этой версии также придерживался ещё один видный нумизмат В. В. Уздеников. В музее Ленинградского монетного двора наиболее ранние штемпели «российских голландских» червонцев датированы именно этим годом. Единичные дошедшие до наших дней фальшивые нидерландские дукаты 1735—1767 годов по всей видимости были изготовлены кустарным способом.
Первое свидетельство о подготовке к их выпуску датировано 1730 годом. Уже в финансовых документах 1736 года появляются регулярные записи о расходовании голландских червонцев русской чеканки. Первоначально скромные суммы в десятки и сотни монет резко возрастают при Екатерине II. Так, к примеру, на их изготовление в 1770 году ушло всё колыванское и екатеринбургское золото в количестве 18 пудов 36 фунтов с золотниками. Война с Турцией, отправка эскадры в Средиземное море, вмешательство в дела Польши делали необходимым выпуск голландской золотой монеты, имевшей значение международной.
Павел I распорядился перечеканить имевшиеся на начало его правления 10 тысяч голландских червонцев в русские. Особенностью данного выпуска стала замена латинской надписи на реверсе на русскую «НЕ НАМЪ, | НЕ НАМЪ, | А ИМЯНИ | ТВОЕМУ».} Огромный тираж в 7 006 301 данных монет отчеканили в царствование Александра I. Это было связано с необходимостью обеспечивать армию звонкой монетой на территории Европы во время наполеоновских войн. Наибольшие выпуски (18 336 835 штук) приходятся на время правления Николая I, что также связано с многочисленными войнами. При Александре II, до 1867 года, их изготовили 2 550 200 штук.

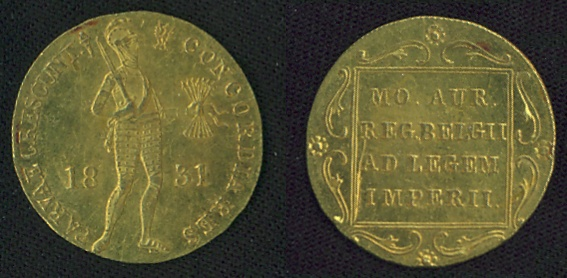
Дукат, отчеканенный повстанцами на Варшавском монетном дворе

Во время польского восстания 1830—1831 годов в руки мятежников попал Варшавский монетный двор. На нём в 1831 году отчеканили 164 тысячи дукатов, которые пошли на закупку вооружения. Отличие польских монет 1831 года от петербургских заключается в наличии около головы рыцаря одноглавого орла вместо кадуцея.
Таким образом, с 1735 по 1867 год в Российской империи было отчеканено более 25 млн аналогов нидерландских дукатов. Тиражи этих монет были столь значительны, что они стали играть заметную роль в денежном обращении государства. Особенностью выпуска являлся их полулегальный характер. При этом министерство финансов при чеканке не ставило целью получить неправомерную выгоду. Вес монет петербургской чеканки в 3,49 г соответствовал выпускаемым в Утрехте дукатам. В официальных финансовых документах они проходили под названием «известной» монеты. К изготовлению штемпелей привлекались русские медальеры. Например, в 1820 году этим занимался В. Е. Алексеев. В 1849 году выпуск дукатов в Утрехте был прекращён, в то время как выпуск русских аналогов продолжился. Все монеты с 1850 по 1867 год появлялись с указанием даты выпуска «1849», что и объясняет их более частую встречаемость.
Голландские червонцы русской чеканки получили широкое распространение в народе и стали играть важную роль во внутреннем денежном обращении Российской империи. Данными монетами выплачивали часть жалования русским войскам в заграничных походах. Голландские червонцы русской чеканки поставляли в посольства. Так, во время резни в русском посольстве в Тегеране в 1829 году, при которой погиб А. С. Грибоедов, было разграблено около 20 тысяч червонцев.
12 [24] августа 1868 года голландским послом бароном Геверсом была вручена нота протеста следующего содержания:
Неоднократно в Нидерландах пускались в обращение дукаты чеканенные не в Голландии, повидимому, русского происхождения. Королевское правительство желало бы быть осведомлённым, изготовляются ли ещё в России такого рода дукаты? Найденные у нас экземпляры, как будто на это указывают. В таком случае, я, в силу полученных на этот предмет приказаний, имею честь уведомить Ваше превосходительство, что закон от 26 ноября 1847 года даёт Утрехтскому монетному двору право чеканить голландские дукаты для всех, к нему обращающихся. Следовательно, частные лица в России, нуждающиеся в таких монетах и желающие иметь вполне тождественные со старинными голландскими дукатами, имеют только обратиться к директору названного монетного двора в Утрехте. Примите, г. тайный советник и пр.
В письме министра финансов М. Х. Рейтерна канцлеру А. М. Горчакову от 19 октября 1868 года указано, что документы, дающие право чеканить подражания голландским дукатам, отсутствуют. Посетовав на то, что такого просто не может быть и особой тайны выпуск «известной монеты» никогда не представлял, он предложил просто уведомить правительство Нидерландов о прекращении чеканки, не вдаваясь в излишние подробности. На заседании Государственного совета от 23 ноября М. Х. Рейтерн повторил эти тезисы, подчёркивая несоответствие вековой практики выпуска голландских червонцев в России нормам международного права. Высочайшим повелением 30 января [11 февраля] 1869 года ст. 63 Монетного устава была отменена. Вместо дукатов предписано чеканить 3-рублёвую монету, а имевшиеся в казне «известные монеты» переплавить. При этом находящиеся в обороте монеты не были демонетизированы. Вплоть до 1886 года их принимали по 2 рубля 85 копеек, до 1897 года — по 2 рубля 95 копеек, а с 1897 года — по 4 рубля 41 копейку. Поступавшие в казну монеты подлежали переплавке.

## Внешний вид голландских дукатов и их русских аналогов
В Голландии дукаты получили широкое распространение. Их чеканка началась в 1583 году. В 1586 году золотые монеты приобрели характерный неизменный, за исключением ряда деталей, в течение более 400 лет вид. На аверсе изображён одетый в панцирь и шлем воин во весь рост. В его правой руке находится поднятый на плечо меч. В протянутой вперёд левой руке он держит перевязанный лентой пучок стрел. Количество стрел в оригинальной монете обозначало количество входящих в состав Нидерландов провинций. Внизу располагается дата выпуска, разделённая пополам фигурой солдата. Круговая легенда «CONCORDIA RES PARVAE CRESCUNT» представляет собой цитату из Саллюстия и в вольном переводе обозначает «в единении — сила». На реверсе в картуш помещена надпись «MO. ORDI | PROVIN | FOEDER | BELG. A. D. | LEG. IMP.», обозначающая «Монета провинций союзной Бельгии согласно закону империи».
Подобного рода монеты чеканили в частности в Гельдерне, Западной Фризии и Зеландии с 1586 года, Голландии и Утрехте с 1587 года, Оверэйсселе с 1593 года и Восточной Фризии с 1603 года. Главные черты этих дукатов оставались неизменными, однако имелись и различия, касавшиеся следующих деталей:
1. Поза воина и постановка его ног варьируют, на шлеме то присутствуют, то отсутствуют перья;
2. В ряде случаев изображение помещено в круг;
3. Буквы, обозначающие провинцию, в которой отчеканили монету, а также знак медальерного мастера;
4. Форма стрел и их число;
5. Лента, связывающая стрелы, различной формы. В ряде случаев отсутствует;
6. Слова легенды могут приводиться полностью, а могут и сокращённо — «CONC.» или «CONCORDIA», «PARV.» или «PARVAE»;
7. Украшения картуша на реверсе;
8. Для разделения слов легенды присутствуют либо точки, либо двоеточия;
9. Надпись реверса либо приведенная выше, либо «MO. AVR. | REG. BELGII | AD LEGEM | IMPERII», то есть «Золотая монета бельгийского королевства согласно закону империи». Именно данное сочетание присутствует на «известной монете».

Повторяя изменения, которые вносились в подлинные дукаты Нидерландов, голландские червонцы русской чеканки имели две основные разновидности с датировкой 1768—1806 и 1818—1849 годов.
На аверсе монет, отчеканенных после 1818 года, помещено изображение идущего направо рыцаря в броне и шлеме. В правой руке находится положенный на плечо меч, в левой — пучок стрел. Слева от головы рыцаря расположен пылающий факел, справа — кадуцей.
Гурт российских подражаний содержит наклонные засечки, в то время как голландских дукатов ранних годов выпуска — гладкий.

## Отличия монет русской чеканки от своих голландских прообразов
Монеты чеканили с использованием не голландских, а изготовленных на Санкт-Петербургском монетном дворе штемпелей. В связи с этим имеется большое количество деталей, которые позволяют определить место выпуска монеты. Отличительные признаки голландских червонцев русской чеканки разных годов выпуска указаны в таблице 2.
Основные отличия дукатов русской чеканки от голландских прообразов:
1. Вторая и четвёртая справа стрелы в руках рыцаря короче остальных.
2. Все стрелы имеют широкие наконечники и одинаковую длину.
3. Концы ленты, которые связывают стрелы, изогнуты под прямым углом.
4. Большой палец левой руки рыцаря не охватывает две расположенные справа стрелы.
5. Первые три перехвата на левой руке расположены на одинаковом друг от друга расстоянии.
6. Плюмаж на шлеме рыцаря короткий.
7. Меч в руке рыцаря широкий. Он оканчивается выше горизонтальной перекладины знака монетчика. Плюмаж на шлеме пышный.
8. Знак монетчика (лилия) имеет длинный средний лепесток.
9. Рукоятка меча не имеет шаровидной детали.
10. Правая составляющая буквы «А» в слове «CONCORDIA» на аверсе не параллельна основанию цифр даты. В ряде монет цифра «4» в дате имеет наклон вправо.
11. Кадуцей малого размера.
12. Вертикальная составляющая буквы «L» в слове «BELGII» на реверсе расположена над промежутком между литерами «G» и «E» в слове «LEGEM».

| Дата на монете | Порядковые номера отличительных признаков                                           |
| -------------- | ----------------------------------------------------------------------------------- |
| 1818           | № 1, 5, 6, 12                                                                       |
| 1827           | № 1, 5, 12                                                                          |
| 1828—1829      | № 2, 5, 11, 12                                                                      |
| 1830           | все петербургской чеканки                                                           |
| 1831           | № 1, 3, 9, 12                                                                       |
| 1832           | все петербургской чеканки                                                           |
| 1833           | № 1, 3, 9, 12                                                                       |
| 1834—1835      | все петербургской чеканки                                                           |
| 1837—1838      | все петербургской чеканки                                                           |
| 1839—1840      | № 1, 5, 12                                                                          |
| 1841           | знак монетчика в виде факела — № 1, 5, 12 знак монетчика в виде лилии — № 8, 10, 12 |
| 1849           | № 4, 7                                                                              |

Монеты 1817, 1819—1825 и 1836 годов чеканили в Голландии и не выпускали в Санкт-Петербурге.

## Комментарии
1. ↑  До 1830 года Бельгия и Голландия составляли единое государство